# Хориэ, Тадао
Тадао Хориэ (яп. 堀江 忠男, 13 сентября 1913, Сидзуока — 29 марта 2003, Токио) — японский футболист.

## Клубная карьера
На протяжении своей футбольной карьеры выступал за клуб Университета Васэда.

## Карьера в сборной
С 1934 по 1936 год сыграл за национальную сборную Японии три матча. Также участвовал в Олимпийских играх 1936 года.

### Статистика за сборную
| Сборная Японии | Сборная Японии | Сборная Японии |
| Год            | Матчи          | Голы           |
| -------------- | -------------- | -------------- |
| 1934           | 2              | 0              |
| 1935           | 0              | 0              |
| 1936           | 1              | 0              |
| Итого          | 3              | 0              |